# Joseph Paul Cretzer
Joseph Paul Cretzer (Minneapolis, 17 aprile 1911 – Alcatraz, 4 maggio 1946) è stato un criminale statunitense.
Abile rapinatore di banche, fu imprigionato ad Alcatraz; qui partecipò alla famosa "Battaglia di Alcatraz" nella quale fu ucciso mentre stava approfittando del caos per fuggire.

## Biografia

### Carriera criminale
Cretzer, che cominciò la sua carriera criminale fin dalla giovane età, venne incarcerato per la prima volta nel 1927, per poi essere rilasciato dopo qualche mese di reclusione. Capeggiò una banda criminale, che derubava banche lungo la costa ovest degli Stati Uniti. Nel settembre 1939 fu arrestato per la seconda volta e portato temporaneamente al penitenziario di Chicago.
Scontò la sua pena, di 25 anni, al penitenziario dell'Isola di McNeil, a partire dal febbraio 1940; nell'aprile 1940, tentò di scappare, con il cognato e membro della banda, Arnold Kyle, dopo essersi impossessati di un autocarro. Fu ripreso dopo tre giorni, e condannato a 50 anni di prigione per tentativo di fuga. Il giorno della sentenza, nel palazzo di giustizia di Tacoma (Washington) Cretzer uccise una guardia, nel tentativo di un'ennesima fuga.
Cretzer fu condannato al carcere a vita per omicidio al penitenziario di Alcatraz, a partire dall'agosto 1940. Nel maggio 1941, tentò nuovamente la fuga insieme a Sam Shockley, Arnold Kyle e Lloyd Barkdoll. Durante il tentativo di fuga presero in ostaggio alcune guardie, ma presto abbandonarono il proposito quando non riuscirono a tagliare le sbarre. Per questo tentativo di fuga, Cretzer fu condannato a cinque anni di isolamento, nei "Blocchi D" di Alcatraz.

### Battaglia di Alcatraz
Appena rilasciato dalla cella di isolamento, Cretzer iniziò a progettare un'ennesima fuga. Questo piano fu studiato dal compagno detenuto Bernard Coy, anch'esso condannato all'isolamento, il quale comunicava con Cretzer attraverso il linguaggio Morse. In questa fuga, anch'essa fallita, alla quale parteciparono anche Marvin Hubbard, Sam Shockley, Miran Thompson e Clarence Carnes, causò una cruenta rivolta, conosciuta come "Battaglia di Alcatraz", nella quale Cretzer, armato con una calibro 45, sparò contro alcune guardie. La battaglia si protrasse per due giorni ed i carcerati tentarono nuovamente di scappare; dopo che Coy fu ucciso da una guardia il 2 maggio, Cretzer non ebbe alcuna intenzione di arrendersi e fu a sua volta colpito a morte da una guardia, il 4 maggio 1946. Cretzer fu seppellito presso il Cypress Lawn Memorial Park, di Colma in California.